# مماليك الهند
مماليك الهند (بالأردو سلطنت غلامان) وتعتبر أول الممالك التي حكمت دلهي بالهند من عام 1206 إلى عام 1290. ويعتبر السلطان قطب الدين أيبك مؤسس تلك السلطنة وهو مملوك تركي، ترقّى حتى وصل لقيادة الجيوش والحاكم لأملاك السلطان شهاب الدين محمد الغوري بالهند.
بعد وفاة السلطان محمد الغوري عام 1206 بدون وريث، استبسل قطب الدين لأخذ امبراطورية الغوري الهندية من منافسيه وجعل عاصمة ملكه بلاهور أولا ومن ثم دلهي حيث بدأ ببناء قطب منار الشهير. وفي عام 1210 توفي قطب الدين فجأة. وبعد ذلك برز شمس الدين إلتُتْمش كسلطان وقد تزوج ابنة قطب الدين وقد حكم أبناؤه ومن ضمنهم ابنته راضية جميعا ما عدا واحد. ثم أتى السلطان غياث الدين بلبن الذي كان قائد جيوش السلطان ناصر الدين، وتزوج أخته، وهو الذي منع المغول من دخول الهند، وقد استحوذ بعد ذلك على الحكم، وقد تولى الحكم من بعده حفيده معز الدين كيقباذ وانتهت تلك السلالة على يد جلال الدين فيروز الخَلجي مؤسس السلالة الخلجية في بيهار والبنغال.

## أسماء السلاطين المماليك
- قطب الدين أيبك (1206 - 1210)
- آرام شاه بن قطب الدين (1210 - 1211)
- شمس الدين إلتُتْمش (1211 - 1236)
- ركن الدين فيروز شاه بن إلتتمش (1236)
- جلالة الدين رضية الدين بكوم بنت إلتمش (1236 - 1240)
- معز الدين بهرام شاه بن إلتتمش (1240 - 1242)
- علاء الدين مسعود شاه بن ركن الدين (1242 - 1246)
- ناصر الدين محمود شاه بن ناصر الدين محمد بن إلتتمش (1246 - 1266)
- غياث الدين بلبن ألغ خان (1266 - 1287)
- معز الدين كيقباذ بن بغرا خان بن بلبن (1287 - 1290)
- شمس الدين كَيومرث بن كيقباذ (1290)